# 83

## Události
- Římská armáda vedena císařem Dominiciánem podnikla úspěšné tažení proti germánskému kmeni Chattů. Na hranicích římské říše podél Rýna začala výstavba souvislého pásu pohraničních pevností.

## Hlavy států
- Papež – Anaklét (78/79–88/89/90/91)
- Římská říše – Domitianus (81–96)
- Parthská říše – Pakoros (77/78–114/115)
- Kušánská říše – Kudžúla Kadphises (30–90)
- Čína, dynastie Chan (206 př. n. l. – 220 n. l.)